# Zentralblatt MATH
Zentralblatt MATH (em alemão "revista central de matemáticas") é um serviço de classificação, resenha e arquivo de publicações em matemática pura e aplicada. O banco de dados de Zentralblatt MATH, situada no escritório editorial de Berlim do instituto FIZ Karlsruhe, actualiza-se diariamente. O serviço depende da Sociedade Matemática Europeia, o Fachinformationszentrum Karlsruhe e a Academia das Ciências de Heidelberg e é publicado por Springer Science+Business Média.
Zentralblatt MATH é, junto com Mathematical Reviews, um dos maiores serviços de arquivo e resenha no campo das matemáticas. Os artigos classificam-se de acordo à Classificação de tópicos em matemáticas (MSC). O objectivo é proporcionar informação bibliográfica precisa e completa sobre qualquer publicação de relevância para as matemáticas, bem como clarificar a importância da mesma por médio de resenhas. Os autores das resenhas são investigadores em activo que realizam este trabalho de forma voluntária ou a mudança de pequenas compensações. O mecanismo de revisão por pares (peer review) assegura que os artigos são revisados por matemáticos experientes que os explicam ao resto da comunidade matemática, destacando sua relevância ou, em ocasiões, seus erros. As resenhas estão escritas principalmente em inglês, ainda que contribuições em alemão e francês são também aceites.
O acesso completo a Zentralblatt MATH requer uma assinatura ao serviço. No entanto, os três primeiros resultados de qualquer busca na base de dados são acessíveis de forma gratuita sem assinatura, ao igual que os resultados de busca na base de dados de autores.
Actualmente, a base de dados de Zentralblatt MATH contém ao redor de 3 milhões de entradas bibliográficas e indexa publicações provenientes a mais de 3500 revistas e 1100 publicações periódicas desde 1868, o que lhe converte no serviço de arquivo mais antigo e completo no campo das matemáticas.

## História
Zentralblatt MATH foi fundada em 1931 pelo matemático Otto Neugebauer baixo o nome Zentralblatt für Mathematik und ihre Grenzgebiete (Revista central de matemáticas e temas relacionados). Em parte, o serviço criou-se como alternativa ao já existente Jahrbuch über die Fortschritte der Mathematik (Anuário sobre o progresso das matemáticas) que desde 1868 vinha realizando um serviço similar, publicado anualmente e só em alemão. Enquanto o Jahrbuch compilava artigos centrando-se principalmente na completitude e classificação de todos as publicações de um ano, os objectivos de Zentralblatt MATH primavam a prontitude e internacionalidade.
O incremento de publicações matemáticas após a Primeira Guerra Mundial e nos anos 1920 provocou que as resenhas de artigos aparecessem no Jahrbuch às vezes com anos de atraso, o que fez que Zentralblatt MATH, com sua periodicidade mensal, ganhasse relevância. O Jahrbuch deixou de publicar-se em 1942; posteriormente seu conteúdo com 200,000 entradas foi digitalizado e pode encontrasse no banco de dados de Zentralblatt MATH.
Durante os anos da ascensão nazista ao poder em Alemanha, Zentralblatt MATH experimentou mudanças críticas. Neugebauer passou a ser considerado pessoa non grata e tentou-se proibir a publicação de autores judeus, bem como a sua participação na criação de resenhas. Neugebauer demitiu do seu posto de editor e eventualmente emigrou aos Estados Unidos, onde em 1939 fundou o serviço alternativo Mathematical Reviews.
Depois da Segunda Guerra Mundial e a divisão de Alemanha em dois países, o serviço de Zentralblatt MATH continuou ininterruptamente, inclusive ainda que seus dois escritórios estavam separadas pelo muro de Berlim. Na actualidade a sede do serviço segue estando em Berlim ainda que este depende do instituto FIZ Karlsruhe.